# Utvängstorps kyrka

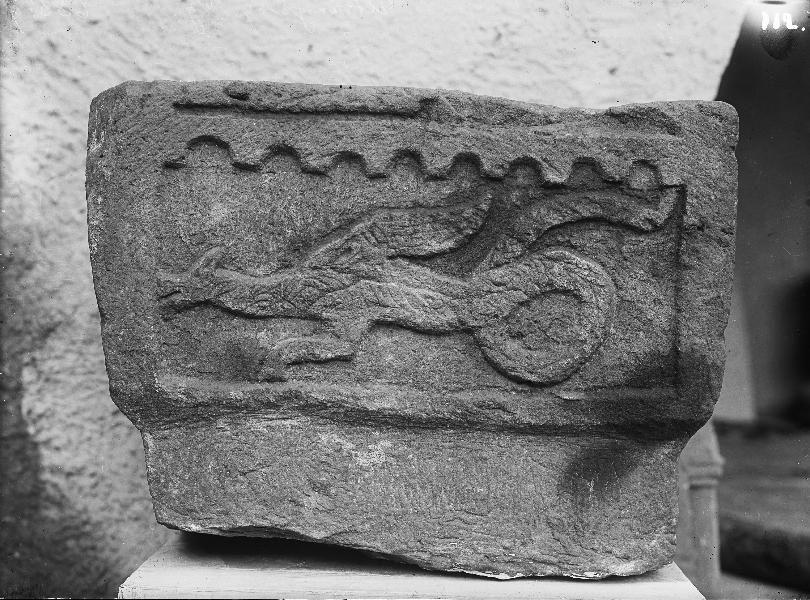
Dopfunt

Utvängstorps kyrka är en kyrkobyggnad som sedan 2010 tillhör Mullsjö-Sandhems församling (2002-2010 Mullsjö församling och tidigare Utvängstorps församling) i Skara stift. Den ligger omkring 20 kilometer norr om centralorten i Mullsjö kommun. Sankt Sigfrid skall ha lämnat sin vandringsstav här, varav en stump finns bevarad som relik.

## Kyrkobyggnaden
Kyrkan är byggd av gråsten och har fasader täckta med vitkalkad spritputs. Långhuset och vapenhuset har sadeltak, medan sakristian har ett valmat tak. Alla tak täcks med tvåkupiga cementpannor. Strax söder om kyrkan står en klockstapel från 1735.
Kyrkan uppfördes troligen på 1100-talet. Tidigt på 1600-talet försågs kyrkorummet med kalkmålningar. 1838 byggdes kyrkan ut med nytt kor i öster och ny sakristia öster om koret. Ett nytt vapenhus av trä byggdes vid långhusets västra kortsida. Kyrkorummets tak försågs med tunnvalv av trä. 1883 byttes golvet ut på grund av svampangrepp. 1948 flyttades huvudingången från vapenhusets södra sida till dess västra sida. 1960 restaurerades interiören med målet att återge kyrkorummet dess empirekaraktär. Man återgick då till 1838 års färgsättning. 1989 genomfördes en omfattande renovering då väggar, predikstol och dopängel rengjordes. Orgelfasaden omförgylldes. Väggarnas plastfärg avlägsnades och ersattes med kalkfärg. Då framkom kalkmålningarna från 1600-talet som konserverades.

## Inventarier
- Den fyrkantiga och rikt skulpterade dopfunten är från medeltiden och är utförd av Ottravadsmästaren.
- Ovanför dopfunten hänger en dopängel från 1764.
- Altarpredikstolen är från 1710. Den är omgiven av en portal.
- En stump av det som sägs vara Sankt Sigfrids vandringsstav från 1000-talet.

### Orgel
Fasaden på läktaren i väster är byggd 1880 av Johan Anders Johansson i Mösseberg. Ett nytt pneumatiskt verk tillverkat av Levin Johansson installerades 1943. Det har åtta stämmor fördelade på två manualer och pedal.